# 迈尔斯·阿明
迈尔斯·阿明（英語：Myles Amine，1996年12月14日—），圣马力诺男子摔跤运动员，2019年欧洲运动会男子自由式86公斤级铜牌得主、2020年夏季奥林匹克运动会男子自由式86公斤级铜牌得主、2023年世界摔跤锦标赛男子自由式86公斤级铜牌得主。